# Ley de los gases ideales

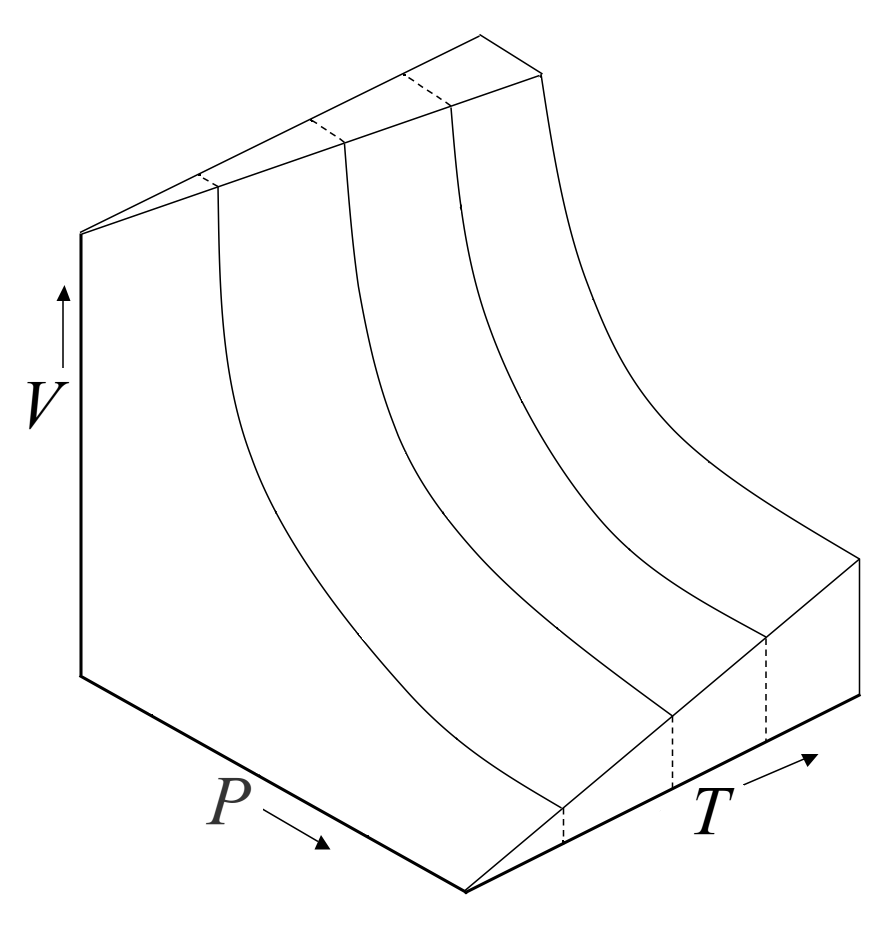
Isotermas de un gas ideal en un gráfico P, T, V

La ley de los gases ideales es la ecuación de estado del gas ideal, un gas hipotético formado por partículas puntuales sin atracción ni repulsión entre ellas y cuyos choques son perfectamente elásticos (conservación de momento y energía cinética). La energía cinética es directamente proporcional a la temperatura en un gas ideal. Los gases reales que más se aproximan al comportamiento del gas ideal son los gases monoatómicos en condiciones de baja presión y alta temperatura.

La presión ejercida por una fuerza física es inversamente proporcional al volumen de un cuerpo gaseoso, siempre y cuando su temperatura se mantenga constante, o en términos más sencillos:
A temperatura constante, el volumen de una masa fija de un gas es inversamente proporcional a la presión que este ejerce.
Matemáticamente se puede expresar así:
| Símbolo           | Nombre                                                              |
| ----------------- | ------------------------------------------------------------------- |
| {\displaystyle k} | Constante si la temperatura y la masa del gas permanecen constantes |

Cuando aumenta la presión, el volumen baja, mientras que si la presión disminuye el volumen aumenta. No es necesario conocer el valor exacto de la constante {\displaystyle k} para poder hacer uso de la ley: si consideramos las dos situaciones de la figura, manteniendo constante la cantidad de gas y la temperatura, deberá cumplirse la relación:
{\displaystyle P_{1}V_{1}=P_{2}V_{2}\,}
Las primeras leyes de los gases fueron desarrollados desde finales del siglo XVII, aparentemente de manera independiente por August Krönig en 1856 y Rudolf Clausius en 1857. La constante universal de los gases se descubrió y se introdujo por primera vez en la ley de los gases ideales en lugar de un gran número de constantes de gases específicas descritas por Dmitri Mendeleev en 1874.

En este siglo, los científicos empezaron a darse cuenta de que en las relaciones entre la presión, el volumen y la temperatura de una muestra de gas, en un sistema cerrado, se podría obtener una fórmula que sería válida para todos los gases. Estos se comportan de forma similar en una amplia variedad de condiciones debido a la buena aproximación que tienen las moléculas que se encuentran más separadas, y hoy en día la ecuación de estado para un gas ideal se deriva de la teoría cinética. Ahora las leyes anteriores de los gases se consideran como casos especiales de la ecuación del gas ideal, con una o más de las variables mantenidas constantes.
Empíricamente, se observan una serie de relaciones proporcionales entre la temperatura, la presión y el volumen que dan lugar a la ley de los gases ideales, deducida por primera vez por Émile Clapeyron en 1834 como una combinación de la ley de Boyle y la ley de Charles.

## Ecuación de estado
El estado de una cantidad de gas se determina por su presión, volumen y temperatura. La forma moderna de la ecuación relaciona estos simplemente en dos formas principales. La temperatura utilizada en la ecuación de estado es una temperatura absoluta: en el sistema SI de unidades, kelvin, en el sistema imperial, grados Rankine.

### Forma común
La ecuación que describe normalmente la relación entre la presión, el volumen, la temperatura y la cantidad (en moles) de un gas ideal es:
| Símbolo           | Nombre                                   |
| ----------------- | ---------------------------------------- |
| {\displaystyle P} | Presión absoluta                         |
| {\displaystyle V} | Volumen                                  |
| {\displaystyle n} | Moles de gas                             |
| {\displaystyle R} | Constante universal de los gases ideales |
| {\displaystyle T} | Temperatura absoluta                     |

### Teoría cinética molecular
Esta teoría fue desarrollada por Ludwig Boltzmann y Maxwell. Nos indica las propiedades de un gas ideal a nivel molecular.
- Todo gas ideal está formado por N pequeñas partículas puntuales (átomos o moléculas).
- Las moléculas gaseosas se mueven a altas velocidades, en forma recta y desordenada.
- Un gas ideal ejerce una presión continua sobre las paredes del recipiente que lo contiene, debido a los choques de las partículas con las paredes de este.
- Los choques moleculares son perfectamente elásticos. No hay pérdida de energía cinética.
- No se tienen en cuenta las interacciones de atracción y repulsión molecular.
- La energía cinética media de la translación de una molécula es directamente proporcional a la temperatura absoluta del gas.

En estas circunstancias, la ecuación de los gases se encuentra teóricamente:
| Símbolo                     | Nombre                 |
| --------------------------- | ---------------------- |
| {\displaystyle N}           | Número de partículas   |
| {\displaystyle \kappa _{B}} | Constante de Boltzmann |

## Ecuación de estado para gases reales
| Valores de R                                                                            |
| --------------------------------------------------------------------------------------- |
| {\displaystyle {\rm {8,314472\quad {\frac {J}{K\cdot mol}}}}}                           |
| {\displaystyle {\rm {0,08205746\quad {\frac {L\cdot atm}{K\cdot mol}}}}}                |
| {\displaystyle {\rm {8,205746\cdot 10^{-5}\quad {\frac {m^{3}\cdot atm}{K\cdot mol}}}}} |
| {\displaystyle {\rm {8,314472\quad {\frac {L\cdot kPa}{K\cdot mol}}}}}                  |
| {\displaystyle {\rm {62,36367\quad {\frac {L\cdot mmHg}{K\cdot mol}}}}}                 |
| {\displaystyle {\rm {62,36367\quad {\frac {L\cdot Torr}{K\cdot mol}}}}}                 |
| {\displaystyle {\rm {83,14472\quad {\frac {L\cdot mbar}{K\cdot mol}}}}}                 |
| {\displaystyle {\rm {1,98721\quad {\frac {cal}{K\cdot mol}}}}}                          |
| {\displaystyle {\rm {10,7316\quad {\frac {ft^{3}\cdot psi}{^{\circ }R\cdot lbmol}}}}}   |
| {\displaystyle {\rm {0,08205746\quad {\frac {dm^{3}\cdot atm}{K\cdot mol}}}}}           |

Haciendo una corrección a la ecuación de estado de un gas ideal, es decir, tomando en cuenta las fuerzas intermoleculares y volúmenes intermoleculares finitos, se obtiene la ecuación para gases reales, también llamada ecuación de Van der Waals:
| Símbolo           | Nombre                 |
| ----------------- | ---------------------- |
| {\displaystyle P} | Presión del gas        |
| {\displaystyle V} | Volumen del gas        |
| {\displaystyle n} | Número de moles de gas |
| {\displaystyle R} | Constante de gases     |
| {\displaystyle T} | Temperatura del gas    |

{\displaystyle a\!} y {\displaystyle b\!} son constantes determinadas por la naturaleza del gas con el fin de que haya la mayor congruencia posible entre la ecuación de los gases reales y el comportamiento observado experimentalmente.

## Ecuación general de los gases ideales
Partiendo de la ecuación de estado:
{\displaystyle PV=nRT}
Tenemos que:
{\displaystyle {\frac {PV}{nT}}=R}
Donde R es la constante universal de los gases ideales, luego para dos estados del mismo gas, 1 y 2:
{\displaystyle {\frac {P_{1}V_{1}}{n_{1}T_{1}}}={\frac {P_{2}V_{2}}{n_{2}T_{2}}}=R}
Para una misma masa gaseosa (por tanto, el número de moles «n» es constante), podemos afirmar que existe una constante directamente proporcional a la presión y volumen del gas, e inversamente proporcional a su temperatura.  
El producto PV es directamente proporcional a la temperatura del gas y si T es constante, P y V son inversamente proporcionales. 
{\displaystyle \left.{\begin{array}{l}{\cfrac {P_{1}V_{1}}{T_{1}n_{1}}}={\cfrac {P_{2}V_{2}}{T_{2}n_{2}}}\\\;\\n={\rm {Constante}}\end{array}}\right\}\longrightarrow {\cfrac {P_{1}V_{1}}{T_{1}}}={\cfrac {P_{2}V_{2}}{T_{2}}}}

## Procesos gaseosos particulares
Procesos realizados manteniendo constante un par de sus cuatro variables ({\displaystyle n}, {\displaystyle P}, {\displaystyle V}, {\displaystyle T}), de forma que queden dos; una libre y otra dependiente.
De este modo, la fórmula arriba expuesta para los estados 1 y 2, puede ser operada simplificando 2 o más parámetros constantes. Según cada caso, reciben los nombres:

### Ley de Boyle-Mariotte
También llamado proceso isotérmico. Afirma que, a temperatura y cantidad de gas constante, la presión de un gas es inversamente proporcional a su volumen, tendrá la siguiente forma:
{\displaystyle \left.{\begin{array}{l}{\cfrac {P_{1}\cdot V_{1}}{T_{1}\cdot n_{1}}}={\cfrac {P_{2}\cdot V_{2}}{T_{2}\cdot n_{2}}}\\\;\\n={\rm {Constante}}\\T={\rm {Constante}}\end{array}}\right\}\longrightarrow P_{1}\cdot V_{1}=P_{2}\cdot V_{2}}

### Leyes de Charles y Gay-Lussac
En 1802, Louis Gay Lussac publica los resultados de sus experimentos, basados en los que Jacques Charles hizo en 1787. Se considera así al proceso isobárico para la Ley de Charles, y al isocoro (o isostérico) para la ley de Gay Lussac.

#### Proceso isobárico (Charles)
{\displaystyle \left.{\begin{array}{l}{\cfrac {P_{1}\cdot V_{1}}{T_{1}\cdot n_{1}}}={\cfrac {P_{2}\cdot V_{2}}{T_{2}\cdot n_{2}}}\\\;\\n={\rm {Constante}}\\P={\rm {Constante}}\end{array}}\right\}\longrightarrow {\cfrac {V_{1}}{T_{1}}}={\cfrac {V_{2}}{T_{2}}}}

#### Proceso isocórico (Gay Lussac)
{\displaystyle \left.{\begin{array}{l}{\cfrac {P_{1}\cdot V_{1}}{T_{1}\cdot n_{1}}}={\cfrac {P_{2}\cdot V_{2}}{T_{2}\cdot n_{2}}}\\\;\\n={\rm {Constante}}\\V={\rm {Constante}}\end{array}}\right\}\longrightarrow {\cfrac {P_{1}}{T_{1}}}={\cfrac {P_{2}}{T_{2}}}}

### Principio de Avogadro
El principio de Avogadro fue expuesta por Amedeo Avogadro en 1811 y complementaba a las de Boyle, Charles y Gay-Lussac. Asegura que en un proceso a presión y temperatura constante (isobaro e isotermo), el volumen de cualquier gas es proporcional al número de moles presente, de tal modo que:
{\displaystyle \left.{\begin{array}{l}{\cfrac {P_{1}\cdot V_{1}}{T_{1}\cdot n_{1}}}={\cfrac {P_{2}\cdot V_{2}}{T_{2}\cdot n_{2}}}\\\;\\T={\rm {Constante}}\\P={\rm {Constante}}\end{array}}\right\}\longrightarrow {\cfrac {V_{1}}{n_{1}}}={\cfrac {V_{2}}{n_{2}}}}
Esta ecuación es válida incluso para gases ideales distintos. Una forma alternativa de enunciar esta ley es:

El volumen que ocupa un mol de cualquier gas ideal a una temperatura y presión dadas siempre es el mismo.'

## Formas alternativas
Como la cantidad de sustancia podría ser dada en masa en lugar de moles, a veces es útil una forma alternativa de la ley del gas ideal. 
| Símbolo           | Nombre          |
| ----------------- | --------------- |
| {\displaystyle n} | Número de moles |
| {\displaystyle m} | Masa            |
| {\displaystyle M} | Masa molar      |

y sustituyendo {\displaystyle n\,}, obtenemos:
{\displaystyle PV={\frac {m}{M}}RT}
donde:
{\displaystyle P=\rho {\frac {R}{M}}T}
De esta forma, la ley del gas ideal es muy útil porque se vincula la presión, la densidad ρ = m/ V, y la temperatura en una fórmula única, independiente de la cantidad del gas considerado. 
En mecánica estadística las ecuaciones moleculares siguientes se derivan de los principios básicos: 
{\displaystyle \ PV=NkT.}
Aquí k es el constante de Boltzmann y N es el número real de moléculas, a diferencia de la otra fórmula, que utiliza n, el número de moles. Esta relación implica que Nk = nR, y la coherencia de este resultado con el experimento es una buena comprobación en los principios de la mecánica estadística. 
Desde aquí podemos observar que para que una masa de la partícula promedio de μ veces la 
constante de masa atómica m  U  (es decir, la masa es μ U) 
{\displaystyle N={\frac {m}{\mu m_{\mathrm {u} }}}}
y desde ρ = m/ V, nos encontramos con que la ley del gas ideal puede escribirse como: 
{\displaystyle P={\frac {1}{V}}{\frac {m}{\mu \;m_{u}}}kT=\rho {\frac {k}{\mu \;m_{u}}}T}

## Derivaciones

### Empíricas
La ley de gases ideales se puede derivar de la combinación de dos leyes de gases empíricas: la ley general de los gases y la ley de Avogadro. 
{\displaystyle {\frac {PV}{T}}=K}
donde K es una constante que es directamente proporcional a la cantidad de gas, n (ley de Avogadro). El factor de proporcionalidad es la constante universal de gases, R, i.e. K = nR.
De ahí que la ley de los gases ideales
{\displaystyle PV=nRT\,}

### Teóricas
La ley del gas ideal también se puede derivar de los primeros principios utilizando la teoría cinética de los gases, en el que se realizan varios supuestos simplificadores, entre los que las moléculas o átomos del gas son masas puntuales, poseen masa pero no volumen significativo, y se someten a colisiones elásticas sólo entre sí y con los lados del recipiente en el que se conserva tanto la cantidad de movimiento como la energía cinética.
-
Se puede hacer una derivación aún más simple prescindiendo de algunos de estos supuestos, como se discutió en 
la derivación de la ley del gas ideal. Sólo se necesita la definición de temperatura, que el número de partículas sea fijo, que el volumen de la dependencia de las energías de su interacción sea insignificante, y que el número de estados disponibles para cada partícula a una temperatura fija sea proporcional al volumen.) Como en todas las derivaciones termodinámicas, se asume la segunda ley (maximización de la entropía dentro de las limitaciones). No hay hipótesis sobre las colisiones elásticas se requieren, lo cual es bueno ya que estos supuestos son irreales e irrelevantes para el estado de los gases ideales.

### Desde la mecánica estadística
Sea {\displaystyle {\boldsymbol {q}}=(q_{x},q_{y},q_{z})} y {\displaystyle {\boldsymbol {p}}=(p_{x},p_{y},p_{z})} el vector de posición y el vector del movimiento de una partícula de un gas ideal, respectivamente. Sea F la fuerza neta sobre la partícula. Entonces, el tiempo medio de impulso de la partícula es:
{\displaystyle {\begin{aligned}\langle \mathbf {q} \cdot \mathbf {F} \rangle &=\left\langle q_{x}{\frac {dp_{x}}{dt}}\right\rangle +\left\langle q_{y}{\frac {dp_{y}}{dt}}\right\rangle +\left\langle q_{z}{\frac {dp_{z}}{dt}}\right\rangle \\&=-\left\langle q_{x}{\frac {\partial H}{\partial q_{x}}}\right\rangle -\left\langle q_{y}{\frac {\partial H}{\partial q_{y}}}\right\rangle -\left\langle q_{z}{\frac {\partial H}{\partial q_{z}}}\right\rangle =-3k_{B}T\end{aligned}}}
donde la primera igualdad es la segunda ley de Newton, y la de segunda línea usa la ecuación de Hamilton y el teorema de equipartición. Sumando sobre un sistema de {\displaystyle N}, los rendimientos de las partículas
{\displaystyle 3Nk_{B}T=-\left\langle \sum _{k=1}^{N}\mathbf {q} _{k}\cdot \mathbf {F} _{k}\right\rangle }
Por tercera ley de Newton y la hipótesis del gas ideal, la fuerza neta sobre el sistema es la fuerza aplicada por los muros de su contenedor y esta fuerza está dada por la presión {\displaystyle P} del gas. Por lo tanto:
{\displaystyle -\left\langle \sum _{k=1}^{N}\mathbf {q} _{k}\cdot \mathbf {F} _{k}\right\rangle =P\oint _{\mathrm {superficie} }\mathbf {q} \cdot d\mathbf {S} }
Donde {\displaystyle dS} es el elemento de área infinitesimal a lo largo de las paredes del recipiente. Desde el divergencia de la posición {\displaystyle {\boldsymbol {q}}} del vector es
{\displaystyle {\boldsymbol {\nabla }}\cdot \mathbf {q} ={\frac {\partial q_{x}}{\partial q_{x}}}+{\frac {\partial q_{y}}{\partial q_{y}}}+{\frac {\partial q_{z}}{\partial q_{z}}}=3}
el teorema de la divergencia implica que
{\displaystyle P\oint _{\mathrm {superficie} }\mathbf {q} \cdot d\mathbf {S} =P\int _{\mathrm {volumen} }\left({\boldsymbol {\nabla }}\cdot \mathbf {q} \right)dV=3PV}
donde {\displaystyle dV} es un volumen infinitesimal dentro del contenedor y {\displaystyle V} es el volumen total del contenedor.
Poniendo estas igualdades juntas produce
{\displaystyle 3Nk_{B}T=-\left\langle \sum _{k=1}^{N}\mathbf {q} _{k}\cdot \mathbf {F} _{k}\right\rangle =3PV}
que inmediatamente implica la ley del gas ideal para {\displaystyle N} partículas:
{\displaystyle PV=Nk_{B}T=nRT\,}
donde n = N/NA es el número de moles de gas y R = NAkB es la constante de los gases.
Los lectores pueden consultar el artículo comprensivo en:
Configuración integral (mecánica estadística), donde se proporciona una derivación mecánica estadística alternativa de la ley de los gases ideales, utilizando la relación entre la energía libre de Helmholtz y la función de partición, pero sin usar el teorema de equipartición.